# UFC on ESPN: Font vs. Aldo
UFC on ESPN: Font vs. Aldo (también conocido como UFC en ESPN 31 y UFC Vegas 44) fue un evento de artes marciales mixtas producido por Ultimate Fighting Championship que tuvo lugar el 4 de diciembre de 2021 en las instalaciones del UFC Apex en Enterprise, Nevada, parte del área metropolitana de Las Vegas, Estados Unidos.

## Antecedentes
El combate de peso gallo entre Rob Font y José Aldo encabezó el evento.
Se esperaba que Jimmy Crute y Jamahal Hill se enfrentaran en un combate de peso semipesado en UFC Fight Night: Santos vs. Walker, pero finalmente fueron reprogramados para este evento.
Para este evento se programó un combate de peso pesado entre Tanner Boser y Sergei Pavlovich. Sin embargo, el combate se canceló por problemas de viaje.
En éste evento tuvo lugar un combate de peso medio entre Maki Pitolo y Duško Todorović. Originalmente estaban programados para UFC Fight Night: Rozenstruik vs. Sakai, pero Pitolo se retiró debido a razones no reveladas.
Se esperaba un combate de peso paja femenino entre Montserrat Ruiz y Mallory Martin en el evento. Sin embargo, Ruiz se retiró por razones no reveladas y fue sustituida por Cheyanne Vlismas.
Se esperaba que Brad Tavares se enfrentara a Brendan Allen en un combate de peso medio. Sin embargo, Tavares se retiró a mediados de noviembre y fue sustituido por Roman Dolidze. A su vez, Dolidze se vio obligado a retirarse debido a complicaciones en su recuperación de COVID-19 y fue sustituido por Chris Curtis.
En este evento tuvo lugar un combate de peso ligero entre William Knight y Alonzo Menifield. Anteriormente se esperaba que se enfrentaran en UFC Fight Night: Rozenstruik vs. Gane y UFC 260, pero el combate fue cancelado en ambas ocasiones debido a pruebas positivas de COVID-19 de Menifield y Knight, respectivamente.
Un combate de peso wélter entre Matt Brown y Bryan Barberena estaba programado para el evento. Sin embargo, el 23 de noviembre, Brown fue retirado del concurso debido a que dio positivo por COVID-19. Fue sustituido por Darian Weeks.
Se esperaba que Philipe Lins se enfrentara a Azamat Murzakanov en un combate de peso semipesado en el evento. Sin embargo, Lins se retiró del evento por razones no reveladas y fue sustituido por Jared Vanderaa, por lo que el combate pasó a ser de peso pesado. Poco después del pesaje, las autoridades anunciaron que el combate se había cancelado debido a que Vanderaa no tenía el visto bueno de los médicos.
Se esperaba un combate de peso wélter entre Jake Matthews y Jeremiah Wells en el evento.
 Sin embargo, pocas horas antes de celebrarse, el combate fue cancelado después de que uno de los esquineros de Wells diera positivo en COVID-19.

## Premios de bonificación
Los siguientes luchadores recibieron bonificaciones de $50000 dólares.
- Pelea de la Noche: Cheyanne Vlismas vs. Mallory Martin
- Actuación de la Noche: Rafael Fiziev, Jamahal Hill, Clay Guida, y Chris Curtis